# Almalevél-hólyagosmoly
Az almalevél-hólyagosmoly (Callisto denticulella) a valódi lepkék (Glossata) közé sorolt keskenyszárnyú molylepkefélék (Gracillariidae) családjának egyik, Magyarországon is élő faja.

## Elterjedése, élőhelye
Európában és Kis-Ázsiában honos, így hazánkban is mindenfelé előfordul.

## Megjelenése
A fekete színű lepke szárnyát fehér ékfoltok díszítik. Szárnyának fesztávolsága 10–13 mm.

## Életmódja
Évente két nemzedéke kel ki; a bábok telelnek át a talajon vagy a tápnövény gallyain. A fiatal hernyó nagyon vékony, kanyargós, elágazó aknát rág a levélerek egy szögletében, majd visszahajtja és a levéllemezhez szövi a levél szélét. Ebben tokban hámozgatja a levél fonákját úgy, hogy meghagyja a vékony ereket és a felső epidermiszt. Erről a kárképről könnyen azonosítható.
Legismertebb tápnövénye az alma, de másodlagosan előfordul körtén és borostyánszőlőn (Ampelopsis) is. Kártétele egyelőre jelentéktelen. Előfordulásának sűrűsége térben erősen változó, még egy gyümölcsösön belül is váltakoznak a „fertőzött” és a szinte érintetlen foltok.